# Krzew

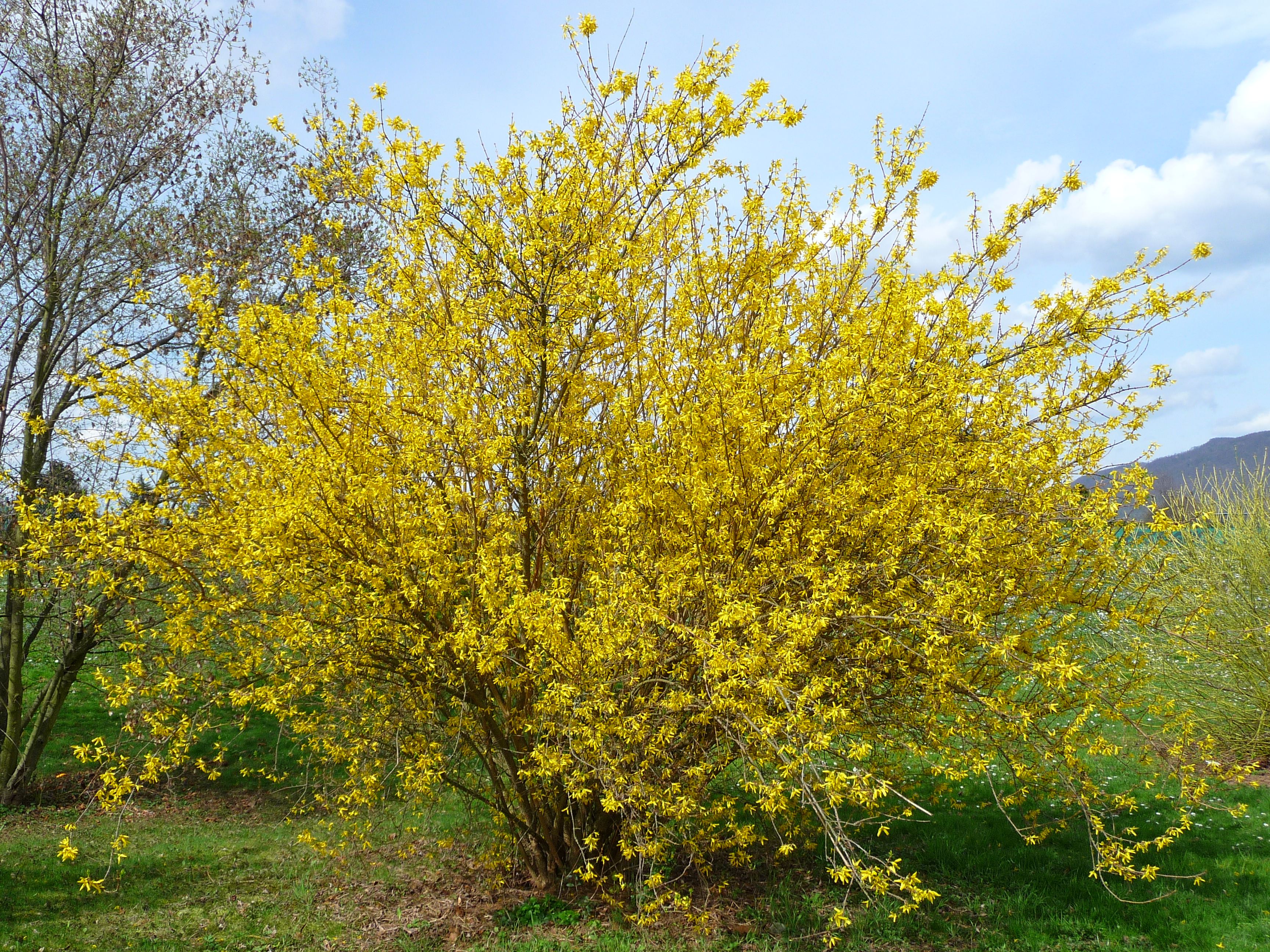
Forsycja pośrednia

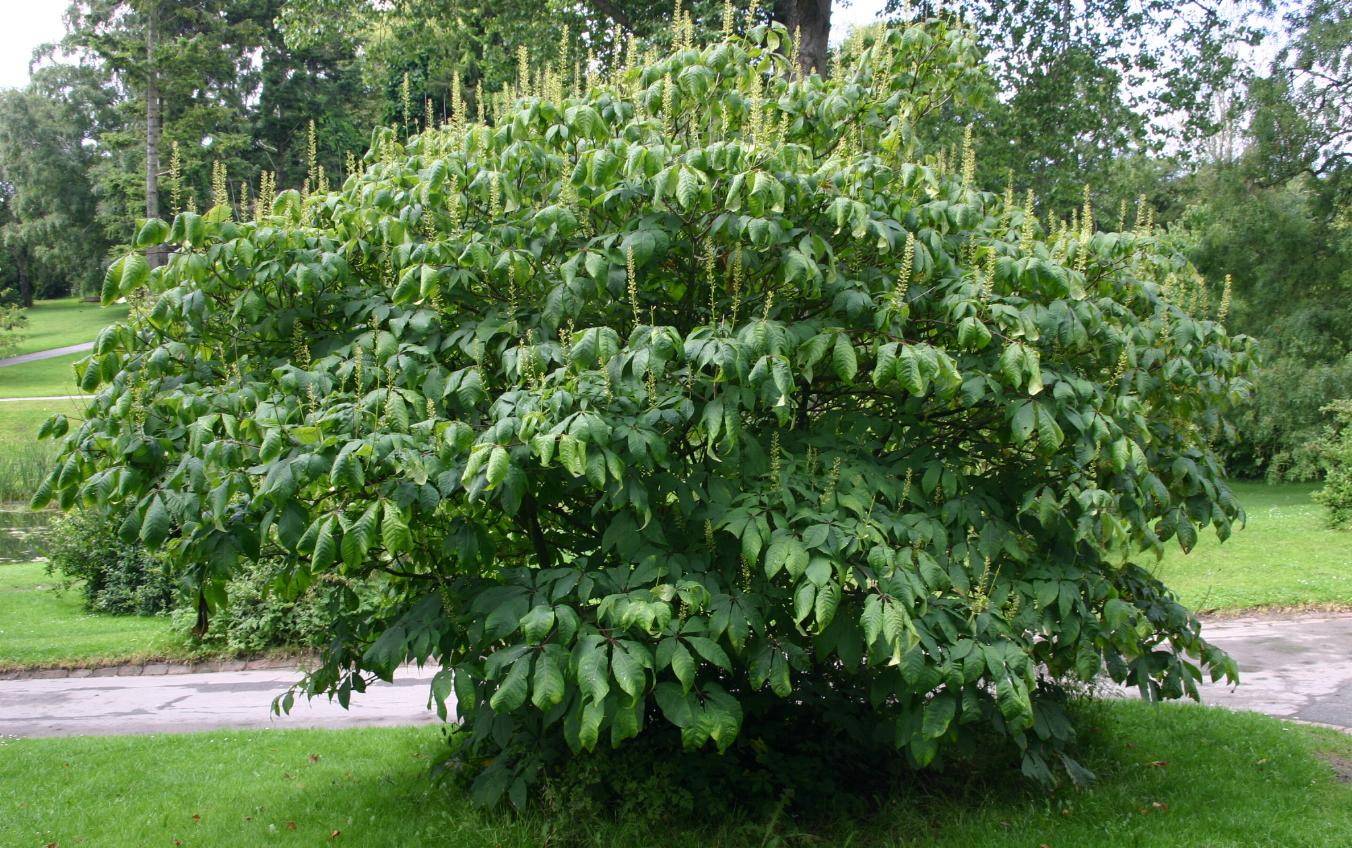
Kasztanowiec drobnokwiatowy

Krzew – niebędąca pnączem wieloletnia roślina drzewiasta o zdrewniałej łodydze, która od nasady rozgałęzia się na wiele zdrewniałych pędów równorzędnych. W przeciwieństwie do drzew, u krzewów brak osi głównej – pnia, a także korony.
W klasyfikacji Raunkiæra krzewy zaliczane są do fanerofitów, przy czym w zależności od osiąganej wysokości wyróżnia się duże krzewy o wysokości przekraczającej 2 m jako mezofanerofity i krzewy o wysokości poniżej 2 m określane jako mikrofanerofity. Małe krzewy o wysokości poniżej 0,5 m to krzewinki, w klasyfikacji Raunkiæra – chamefity.